# 리모트콜
알서포트의 리모트콜(RemoteCall)은 원격지원 솔루션으로, PC와 모바일 기기, 또는 현장에서 원격을 통해 실시간으로 문제를 해결할 수 있는 기능을 제공한다. 리모트콜은 뛰어난 안정성과 강력한 보안을 제공하며, 다양한 고객사의 엄격한 테스트를 통과한 국내 1위 원격지원 솔루션이다. 
사용자 친화적인 인터페이스로 빠르고 쉽게 원격 연결을 할 수 있으며, 녹화, 파일 전송, 화면 공유 등 다양한 기능을 지원한다. 자세한 내용은 리모트콜 공식 사이트에서 확인할 수 있다.

## 주요 제품 및 기능

### [PC 지원]
리모트콜 PC 지원은 상담사와 지원받는 고객의 PC 문제 해결을 위해 대내외적으로 사용되는 리모트콜의 대표 원격지원 제품으로, 어디서든 원격으로 시스템 문제나 장애를 진단하고 해결할 수 있다.
- 원격 PC 화면 공유 및 제어
- 상담사 화면 공유
- 마우스 및 키보드 제어
- 멀티 모니터 지원
- 원격지원 중 화면 녹화
- 재부팅/재접속 등 로그인 관리
- 단말기 및 PC 시스템 정보 확인
- 실행 중인 프로세스 정보 확인 및 제어
- Drag & Drop 파일 송수신
- 원격 히스토리 조회 및 저장
- 상담일지 기록

### [모바일 지원 (mobile pack)]
리모트콜 모바일 지원은 상대방의 모바일 기기 환경에 직접 접속하여 문제를 공유하고 해결하기 위해 사용되며, 모바일 기반의 업무 진행을 원활하게 수행하기 위해 활용 가능한 제품이다.
- 모바일 디바이스 화면 공유 및 제어 (Android)
- 모바일 디바이스 내 설치 어플 정보 확인
- 응용 프로그램 정보 확인
- 문자 및 음성 채팅 지원
- 원격 세션 공유 및 전달
- 5G/LTE<->Wi-Fi간 네트워크 자동 전환

### [영상 지원 (visual pack)]
리모트콜 영상 지원은 현장에 가지 않고도 같이 있는 것처럼 현장 상황을 실시간 공유하여 직접 보면서 빠르게 문제를 해결할 수 있는 현장 원격지원 제품이다.
- 실시간 촬영 영상 지원
- 카메라 기능 제어 및 전후면 전환
- 동영상 화질 조정
- 스팟라이트, 레이저 포인터 기능으로 안내 영역 표시
- 바코드 / QR 코드 지원
- 상담 중 화면 스크린샷 전송

### 웹 원격지원
- 웹 브라우저만 있다면 프로그램 설치없이 remotecall.io 에서 빠르게 원격지원을 시작할 수 있다.
- 장소와 환경의 제약없이 스마트폰에서도 원격지원이 가능하다.
- 화면 및 모바일 기능 제어, 화면 관리 등 원격지원 필수 기능이 모두 포함되어 있다.

## 활용 분야
1. 고객 지원: 고객의 기술적 문제를 신속하게 해결하고 고객만족도를 높인다.
2. 내부 IT 헬프데스크: 사내 IT 문제를 원격지원으로 지원하여 업무 효율성을 높일 수 있다.
3. 기술 지원: 사내 또는 고객사에 발생한 기술 문제를 실시간으로 원격 진단하고 해결한다.
4. 비대면 영상 인증 (RemoteVS)[3]: 방문 없이 비대면 실명 인증 및 상담을 통해 지점에 방문하지 않고 업무를 처리한다.